# 햐쿠넨노코도쿠
햐쿠넨노코도쿠(일본어: 百年の孤独, 백년의 고독)는 GARNET CROW의 28번째 싱글이다. 2008년 11월 22일 GIZA studio에서 발매되었다.
전곡의 작곡은 나카무라 유리, 작사는 아즈키 나나, 편곡은 후루이 히로히토가 맡았다.
가넷크로우 싱글 중에서는 2번째로 초회한정반(GZCA-4115)과 통상반(GZCA-4116)으로 나뉘어 발매되었으며, 최초는 《[[유메·하나비|夢·花火]]》이다. 이후 싱글 《[[하나와사이테 타다유레루|花は咲いて　ただ揺れて]](꽃은 피고 그저 흔들려)》, 《Over Drive》, 《Smiley Nation》, 《Misty Mystery》에도 똑같이 한정반과 통상반으로 나뉘어 발매되어 있다.
초회한정반에는 百年の孤独(백년의 고독) 프로모션 비디오가 첨부되어 있는 대신 연주곡 버전없이 음원만 수록되어 있다.
타이틀 곡 百年の孤独(백년의 고독)는 《북두의 권 : 켄시로전》 주제곡으로 사용되었다.

## 수록곡 (초회한정반)
- CD

1. 百年の孤独(백년의 고독)
2. Clockwork
3. Secret Path

- DVD

1. 百年の孤独(백년의 고독) 프로모션 비디오

## 수록곡 (통상반)
1. 百年の孤独(백년의 고독)
2. Clockwork
3. Secret Path
4. 百年の孤独(intrumental)
5. Clockwork (intrumental)
6. Secret Path (intrumental)